# Глоду (Калинешти)
Глоду (рум. Glodu) насеље је у Румунији у округу Арђеш у општини Калинешти. Oпштина се налази на надморској висини од 271 m.

## Становништво
Према подацима из 2002. године у насељу је живело 358 становника, од којих су сви румунске националности.